# ماتیا لیبرالی
ماتیا لیبرالی (انگلیسی: Mattia Liberali؛ زادهٔ ۶ آوریل ۲۰۰۷) بازیکن فوتبال اهل ایتالیا است که در حال حاضر برای باشگاه فوتبال میلان فوتورو، تیم دوم باشگاه فوتبال آ.ث. میلان بازی می‌کند. 
وی همچنین در تیم‌های ملی فوتبال زیر ۱۵ سال ایتالیا، زیر ۱۶ سال ایتالیا و زیر ۱۷ سال ایتالیا بازی کرده است.